# Ванильные
Вани́льные (лат. Vanilloideae) — подсемейство однодольных растений в составе семейства Орхидные (Orchidaceae). Выделено в 1995 году польским ботаником Дариушем Шляхетко.

## Систематика
В состав подсемейства входят две трибы, в свою очередь подразделяющиеся на ряд родов:
- Pogonieae — Бородатковые[5]
  - Cleistes Rich. — Клейстес
  - Cleistesiopsis Pansarin & F.Barros — Клейстесиопсис
  - Duckeella Porto & Brade — Дукеела
  - Isotria Raf. — Изотрия
  - Pogonia Juss. — Бородатка typus
  - Pogoniopsis Rchb.f. — Погониопсис
- Vanilleae[6]
  - Clematepistephium N. Hallé
  - Cyrtosia Blume
  - Dictyophyllaria Garay
  - Epistephium Kunth
  - Eriaxis Rchb.f.
  - Erythrorchis Blume
  - Galeola Lour.
  - Lecanorchis Blume
  - Pseudovanilla Garay
  - Vanilla Mill. — Ваниль typus

Типовой род — Vanilla Mill..

## Распространение, общие характеристики

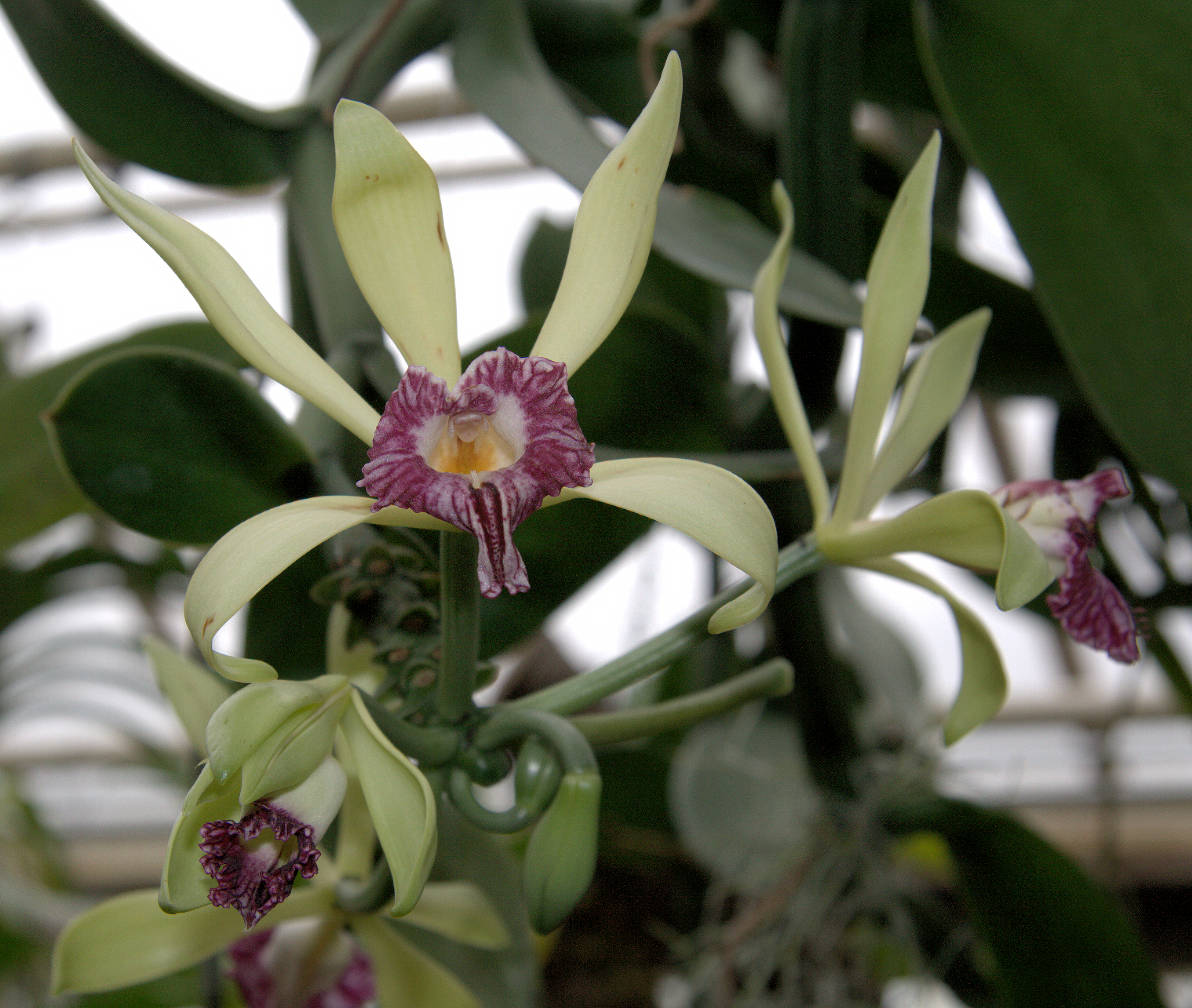
Vanilla imperialis

Представители подсемейства широко представлены в тропической Африке, американском континенте и в Азии, реже — в умеренных зонах.
Согласно современным филогенетическим исследованиям, Vanilloideae — древнее подсемейство орхидей, обладающее сравнительно примитивными чертами. Степень родства с остальными подсемействами Орхидных пока не ясна и требует дальнейшего изучения.
Травянистые растения либо лианы, от небольших до крупных размеров. Корни удлинённые, мясистые. Стебли от очень коротких до длинных, зелёные, прямостоячие или ползучие. Листья зелёного цвета, очерёдные, мясистые, кожистые, по одному или более на каждом растении. Соцветие кистевидное или метельчатое, несёт большое число цветков (реже один); цветок с одним пыльником. Плод — коробочка. Семена округлые, твёрдые.

## Значение
Представители рода Ваниль — Vanilla planifolia, Vanilla pompona и Vanilla × tahititensis — единственные виды орхидей, имеющие сельскохозяйственную ценность. Добываемая из них ароматическая добавка ваниль имеет широкое применение в кулинарии, парфюмерии и медицине.